# Полянець
Поля́нець (болг. Полянец) — село в Кирджалійській області Болгарії. Входить до складу общини Джебел.

## Населення
За даними перепису населення 2011 року у селі проживали 126 осіб.
Національний склад населення села:
| Національність   | Кількість осіб | Відсоток |
| ---------------- | -------------- | -------- |
| турки            | 101            | 82,8%    |
| болгари          | 20             | 16,4%    |
| цигани           | 0              | 0%       |
| Всього відповіли | 122            |          |

Розподіл населення за віком у 2011 році:
Динаміка населення: